# ناردين مخزني
الناردين المخزني  أو الناردين الطبي أو الناردينيات أو ناردين أو حشيشة الهر، بقلة الهر،حشيشة القط، بقلة القط (باللاتينية: Valeriana officinalis) هو نوع نباتي يتبع جنس الناردين من الفصيلة الناردينية.

## الوصف النباتي
نبات معمر يتراوح ارتفاعه ما بين 80- 150سم له ساق مستقيمة قوية جوفاء ومضلع اغصانه قليلة وله أوراق متقابلة مركبة ريشية الشكل. تضم كل ورقة ما بين 5- 11 وريقة عريضة أو ما بين 11- 33 وريقة ضيقة وهي مسننة الحواف. الأزهار تجتمع في قمم الأغصان على هيئة باقات بلون أبيض إلى زهري. الثمرة تاجية لها صرة ريشية. جذور النبات قصيرة لها فسلات تحت الأرض ورائحتها رائعة وقوية.

## معرض صور

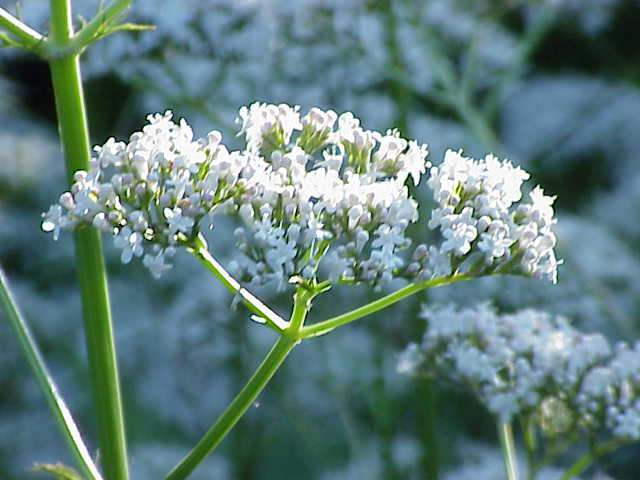
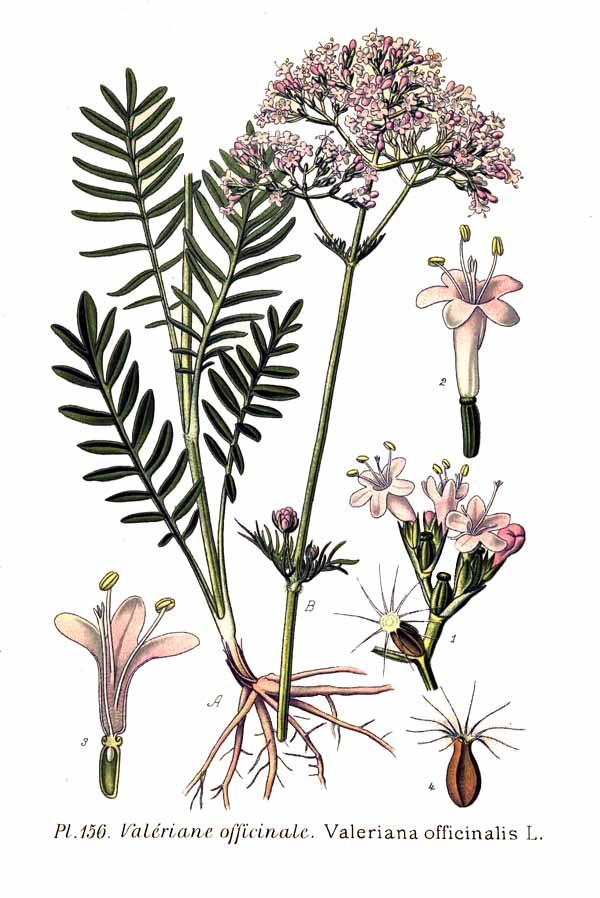
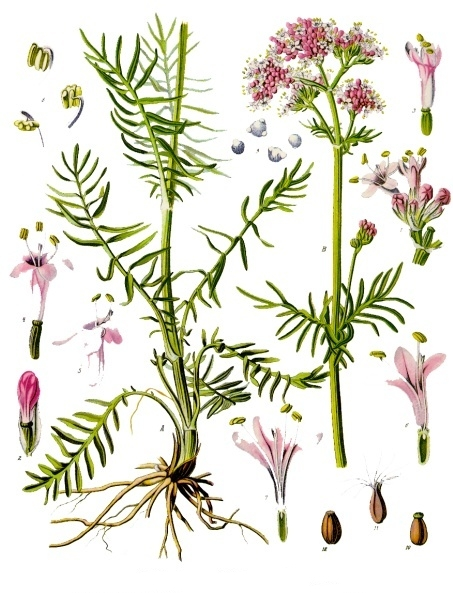
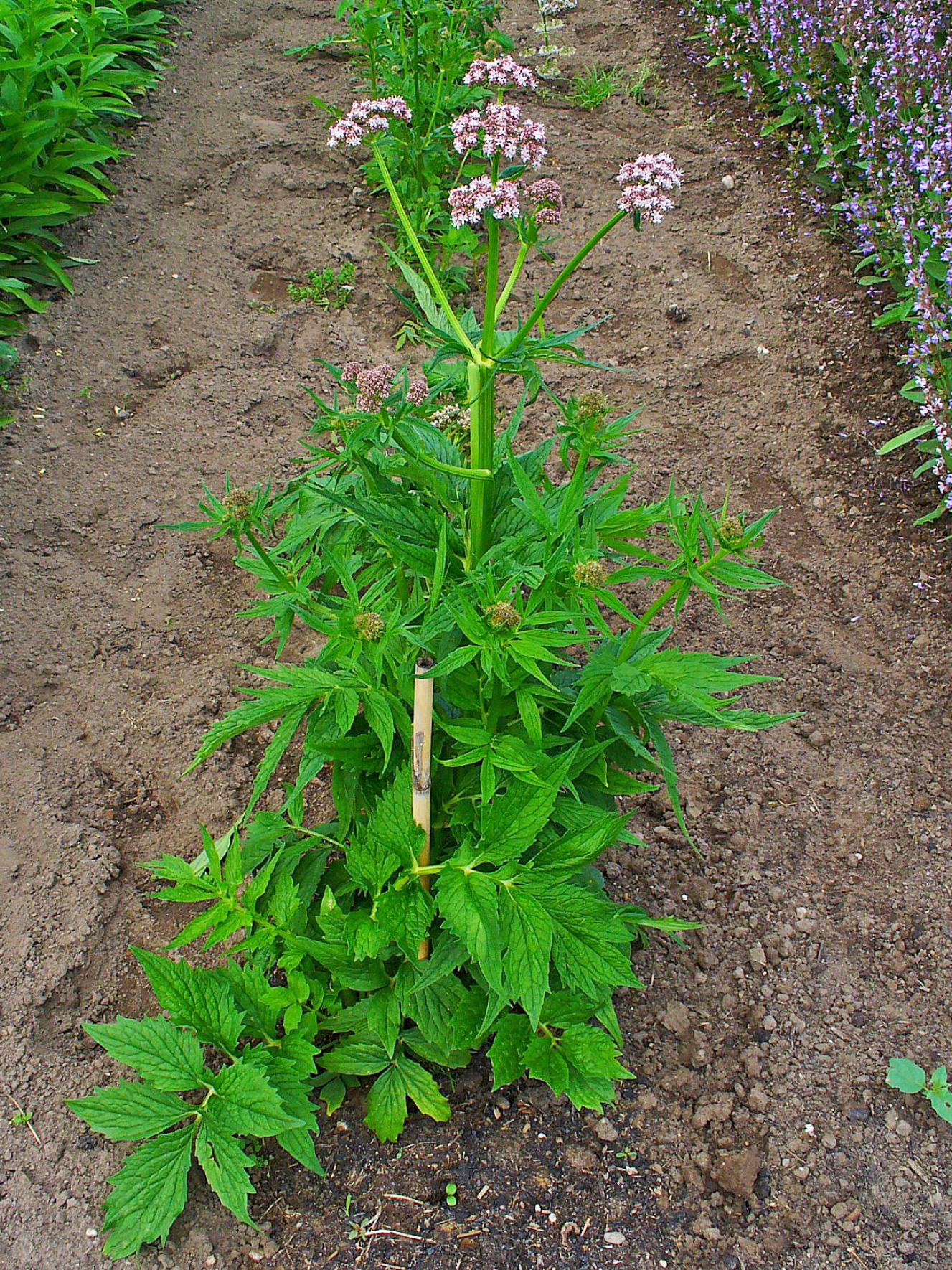

## وصلات خارجية
- موقع نباتات عشبية باللغة الإنجليزية.
- مجلة عيادة الرياض الاثنين 19 المحرم 1426هـ - 28 فبراير 2005م - العدد 13398.
- دليل الطب البديل - الطبعة الأولى.